# Ovalbumine
L’ovalbumine (en abrégé OVA) est la principale protéine du blanc d'œuf, représentant 60 à 65 % des protéines qu'il contient. L'ovalbumine présente des similitudes de séquence et de conformation tridimensionnelle avec la superfamille des serpines, mais contrairement à la plupart des serpines, elle n'est pas un inhibiteur de protéases à sérine. La fonction de l'ovalbumine est inconnue, bien qu'elle soit présumée être une protéine de stockage.

## Recherche
L’ovalbumine est une protéine importante dans différents domaines de recherche parmi lesquels :
- études générales portant sur la structure et les propriétés des protéines (du fait de sa disponibilité en grande quantité) ;
- études de la structure et des fonctionnalités des serpines (l'ovalbumine n'inhibant pas les protéases, la comparaison de sa structure avec celle d'une serpine inhibitrice permet de déterminer les caractéristiques de structure nécessaire à cette inhibition) ;
- la protéomique (l'ovalbumine du jaune d'œuf est fréquemment utilisée comme marqueur moléculaire pour la calibration des gels d’électrophorèse) ;
- l'immunologie (fréquemment utilisée pour stimuler une réaction allergique sur des sujets de test).

## Propriétés physico-chimiques
L'ovalbumine de poulet est constituée de 385 acides aminés. Sa masse moléculaire relative est de 45 kDa. Elle a une structure similaire à la serpine.

### Transformation par la chaleur
L’ovalbumine est en solution aqueuse dans le blanc d’œuf. Elle est constituée de quatre chaines de protéines assemblées par des liaisons faibles. Une élévation de température d'un œuf au-delà de 57 °C a pour effet de rompre ces liaisons faibles de manière irréversible : elle se dénature et change de conformation. La structure serpine est remplacée par une structure de type feuillet β exposant des zones hydrophobes. Une fois déroulées, les chaines forment un réseau qui emprisonne les molécules d'eau, ce qui conduit au phénomène de coagulation. Ceci explique le blanchissement du blanc d’œuf au-delà d'une certaine température. Ce sont ces mêmes vertus coagulantes et tensioactives qui sont à l'origine des blancs en neige.

## Famille des ovalbumines
La famille des ovalbumines compte trois protéines ayant des séquences très similaires : l’ovalbumine (OVA), l’ovalbumin-related protein Y (OVAY) et l’ovalbumin-related protein X (OVAX).
L’OVAX est une protéine mineure du blanc d’œuf mise en évidence en 2006 par une équipe de l’INRA à Rennes. Elle possède des activités antibactériennes vis-à-vis de deux bactéries pathogènes responsables de toxi-infections alimentaires chez l’homme : Listeria monocytogenes (listériose) et Salmonella Enteritidis (salmonellose). Malgré sa grande ressemblance avec l’OVAX, l’ovalbumine (OVA) ne possède pas d’activité contre ces deux pathogènes. Les propriétés de l’OVAX comme agent antibactérien sont à l’origine d'études scientifiques laissant entrevoir des perspectives d’applications très intéressantes.